# Lycée Václav-Havel
Le lycée Václav-Havel est un lycée général et professionnel se situant à Bègles , dans le département français de la Gironde. Créé en 2012, il fait partie des 45 lycées de Gironde, parmi les 16 publics, :
C'est un lycée polyvalent général, technologique et professionnel. 
Il compte environ chaque année 1 400 élèves (1427 pour l'année 2015-2016). Son nom vient de  l'homme d'État tchécoslovaque puis tchèque, Václav Havel (1936-2011).
Il s'agit du premier lycée de France à énergie positive ,,, lycée autosuffisant, il produit plus d’énergie qu'il n'en consomme. Ce lycée était, à son ouverture, le plus performant énergétiquement en France.

## Formations proposées
Le lycée Václav-Havel est un lycée polyvalent : il propose un enseignement général s'étendant de la seconde à la terminale (L, ES et S). Il propose aussi un enseignement technologique (ST2S) et professionnel (Métiers de la Mode et du Vêtement, Bio-industries de transformation)

## Une architecture innovante
Le lycée est composé de deux bâtiments et un gymnase. Le premier bâtiment est dit bâtiment administratif puisque s'y situe l'administration, l'agora, la salle d'exposition, l'infirmerie, le CDI et c'est là que se déroulent les cours. Il y a aussi la salle des professeurs dans ce bâtiment. Le second bâtiment, le gymnase et enfin le troisième, l'internat où les internes séjournent la semaine.
Il a été créé par 3 architectes : Alain Ducasse, Dominique Gorse, Philippe Véron.
Ses caractéristiques sont :
- Maîtrise des énergies et basse consommation pour obtenir cet espace bioclimatisé[11].
- Gestion raisonnée des ressources naturelles : exploitation de l’énergie solaire (2 893 m2 de panneaux photovoltaïques[12], production d'une partie de l'eau chaude, éclairage utilisant des Conduits de lumière [13]), utilisation des eaux pluviales[9],[14].
- Une construction Haute qualité environnementale (HQE).
- Un aménagement paysager[N 1] de l'ensemble du site en accord avec la nature environnante [15],[16].
- Utilisation de la domotique pour limiter les dépenses énergétiques[9] : éclairage automatisé, ouverture et fermeture automatisée des fenêtres et des stores[17], ouverture des portes avec une carte, aération automatique des salles.
- La totalité des besoins thermiques sont assurés par une chaufferie au bois.

## Vie scolaire
La vie scolaire du lycée s'étend sur une surface de 133,06 m2.
Dans ce lieu travaillent 14 surveillants et 3 conseillers principaux d’éducation (CPE).

## Centre de documentation et d'information
Au CDI, il y a en tout 16 postes informatiques (13 élèves + 3 adultes), il y a deux professeurs documentalistes.
On y trouve une salle informatique, une pièce de lecture et 5 box de travail. Le tout étant réparti sur une surface de 356,34 m2.

## Effectifs
| Années    | Nombre d'éleves |
| --------- | --------------- |
| 2015-2016 | 1371            |
| 2016-2017 | 1448            |
| 2017-2018 | 1404            |
| 2018-2019 | 1446            |
| 2019-2020 | 1429            |

| Niveau et section | Nombre de classes | Nombre d'élèves |
| ----------------- | ----------------- | --------------- |
| 2de GT            | 11                | 370             |
| 2de PRO           | 3                 | 43              |
| 1re ES            | 5                 | 120             |
| 1re L             | 1                 | 31              |
| 1re S             | 3                 | 79              |
| 1re ST2S          | 3                 | 101             |
| 1re PRO           | 2                 | 42              |
| Tle ES            | 3                 | 76              |
| Tle L             | 2                 | 33              |
| Tle S             | 4                 | 93              |
| Tle ST2S          | 3                 | 91              |
| Tle PRO           | 2                 | 41              |
| BTS 1re année     | 1                 | 28              |
| BTS 2e année      | 1                 | 27              |

| GT : Général et technologique ; ES : Économique et social ; L : Littéraire ; S : Scientifique ; ST2S: Sciences et technologies de la santé et du sociale ; BTS : Brevet de technicien supérieur; PRO : Baccalauréat professionnel |

## Taux de réussite
| Année | Taux de réussite | Variation sur un an | Taux de mentions |
| ----- | ---------------- | ------------------- | ---------------- |
| 2023  | 97,12 %          | +3,3 pt(s)          | 57,3 %           |
| 2022  | 93,80 %          | -4,6 pt(s)          | 63,1 %           |
| 2021  | 98,39 %          | +0,5 pt(s)          | 67,5 %           |
| 2020  | 97,91 %          | +4,1 pt(s)          | 61,8 %           |
| 2019  | 93,83 %          | +2,9 pt(s)          | 48,2 %           |
| 2018  | 90,95 %          | +1,1 pt(s)          | 48,5 %           |
| 2017  | 89,86 %          | -0,1 pt(s)          | 43,8 %           |
| 2016  | 90,00 %          | -4,2 pt(s)          | -                |
| 2015  | 94,24 %          | +3,0 pt(s)          | -                |
| 2014  | 91,24 %          | +16,9 pt(s)         | -                |
| 2013  | 74,36 %          | -                   | -                |

| Année | Taux de réussite | Variation sur un an | Taux de mentions |
| ----- | ---------------- | ------------------- | ---------------- |
| 2023  | 97,83 %          | +0,9 pt(s)          | 64,0 %           |
| 2022  | 96,96 %          | -2,0 pt(s)          | 71,0 %           |
| 2021  | 98,99 %          | -                   | 69,0 %           |

## Formations
Ce lycée prépare aux baccalauréats généraux et aux baccalauréats technologiques habituels. La classe de seconde comprend des enseignements d'exploration, au choix : littérature et société (LS), Informatique et création numérique (ICN), méthodes et pratiques scientifiques (MPS), Sciences et Laboratoire (SL), Principes Fondamentaux de l'Économie et de la Gestion (PFEG), sciences économiques et sociales (SES) Santé et Social (SS), Biotechnologie (BIOT), LV3 (italien ou arabe). Le lycée est l'une des sections européennes d'anglais de l'académie de Bordeaux.
| Diplôme préparé            | Intitulé de la formation                                       |
| -------------------------- | -------------------------------------------------------------- |
| Baccalauréat général       | Littérature                                                    |
| Baccalauréat général       | Économique et social                                           |
| Baccalauréat général       | Scientifique                                                   |
| Baccalauréat technologique | Baccalauréat sciences et technologies de la santé et du social |

Le lycée a trois sections de brevet de technicien supérieur (BTS) :
| Diplôme préparé                | Intitulé de la formation                                           |
| ------------------------------ | ------------------------------------------------------------------ |
| Brevet de technicien supérieur | Métiers de la Mode et du Vêtement(MMV),                            |
| Brevet de technicien supérieur | Services et Prestations des Services Sanitaires et Social (SP3S)), |
| Brevet de technicien supérieur | Économie Sociale et Familiale (ESF),                               |

Le lycée héberge de plus des cours en formation continue pour adultes organisés par le GRETA.

## Vie associative
La vie associative du lycée est organisée autour de trois associations: 
- La Maison des Lycéens ,  propose des activités et des loisirs pour les lycéens externes et internes.

- l'association sportive propose plusieurs sports : football, rugby, handball, basket-ball, badminton, aérobic/step, danse.

- le CESC (comité d'éducation à la santé et à la citoyenneté) propose des activités éducatives comme des conseils santé, activités contre le sida, les conduites addictives, pour le Téléthon, la contraception.

## Options
Le lycée Václav-Havel est un lycée polyvalent. Il y a différentes options possibles.
Les classes de seconde ont le choix entre l’enseignement général et technologique avec comme LV1 : allemand / anglais ou espagnol et en LV2 allemand / anglais / espagnol ou encore le latin (Langues et cultures de l'Antiquité), le latin et l’arabe sont des options facultatives.
Hormis les langues, les enseignements de biotechnologies, d’ICN, de littérature et société, de MPS, de SES ou encore de PFEG, SS ou SL sont disponibles (un au choix).
Le lycée propose également des secondes, premières et terminales européennes.
L’ICN (information et création numérique) est la grande nouveauté de l’année 2015/2016 et le lycée Vaclav-Havel fait partie des lycées expérimentateurs. À raison d'1h30 par semaine, il constitue une initiation au numérique et permet la découverte des métiers et des formations sur ce secteur porteur. Il s’adresse à tous les élèves de seconde, quels que soient leurs plans d’avenirs.

## Culture
Le bâtiment est le cadre d'une œuvre d’art au titre du 1 % artistique qui a été inaugurée le 2 avril 2015 . Cette œuvre, nommée Vecnost ! (věčnost signifie « éternité » en tchèque), symbolise la présence de Vaclav Havel au sein du lycée. Elle a été réalisée par les artistes Vincent Bécheau et Marie-Laure Bourgeois. Cette présence est symbolisée à travers trois installations  :
- Une photographie monumentale du sourire de Vaclav Havel est présente dans l'agora[4]. Ce sourire est repris à sept reprises dans les bâtiments sous la forme de "smiles" : étagères sur lesquelles il est possible, en référence aux samizdats de déposer librement des ouvrages ou autres objets.
- Un fonds documentaire rassemblant des écrits de Václav-Havel[38].
- Trois tables/scènes présentes dans la cour de recréation, pouvant servir pour travailler, jouer, ou comme scène de théâtre.

Le nom de chaque salle du lycée est traduite en occitan.
Le lycée participe à l'association MATh.en.JEANS.
Il est desservi par la ligne C du Tramway de Bordeaux